# Somatidia rufescens
Somatidia rufescens là một loài bọ cánh cứng trong họ Cerambycidae.